# Találkozás a halállal (Agatha Christie-színdarab)
A Találkozás a halállal (Appointment With Death) Agatha Christie színdarabja az azonos című regény (Találkozás a halállal) alapján. A regényt Magyarországon Randevú a halállal címen is kiadták.
A színdarab ősbemutatóját 1945 március 31-én tartották a londoni Piccadilly Theatre-ben. A színpadi változatot személyesen az írónő készítette, melyből azonban kivette a belga detektív, Hercule Poirot karakterét, valamint a gyilkos személyét is megváltoztatta.
1988-ban film készült belőle, melyben Peter Ustinov játszotta Hercule Poirot szerepét. Húsz évvel később a tévésorozatban David Suchet is eljátszotta a kis belga detektívet, majd 2006-ban a BBC adta elő rádiódarabként.
Színpadon Magyarországon még nem került bemutatásra.

## Szereplők
- Colonel Carbury
- Mrs. Boynton
- Raymond Boynton
- Lennox Boynton
- Nadine Boynton
- Jefferson Cope
- Ginerva Boyton
- Dr. Gerard
- Sarah King
- Lady Westholme
- Miss Annabel Pryce
- Alderman Higgs
- Liftboy
- Clerk / Bedouin
- Dragoman
- Lady Visitor
- Hotel Visitors

## Szinopszis
Egy csapatnyi utazó száll meg egy jeruzsálemi hotelben: Lady Westholme és kísérője, egy fiatal angol doktornő és a francia kollégája, egy jól öltözött amerikai, és egy házsártos férfi Lancashire-ből. Céljuk, hogy felfedezzék a rejtélyes Petra városát.
A csapat középpontja Mrs. Boynton, és négy mostohagyermeke, akik egy tapodtat sem tágítanak mellőle - azonban ami eleinte odaadó ragaszkodásnak tűnik, később kiderül, hogy sokkal inkább az asszony zsarnokságának köszönhető. A doktornő és Dr. Theodore Gerard pszichológus mindent megtesznek azért, hogy kiszabadítsák a gyerekeket Mrs. Boynton "uralma" alól.
Christie különös mélységekre utazik az emberi elmében, feszegetve a szadizmus, valamint a pszichológiai bántalmazás kérdéseit.
A regény adaptációját gyakran Christie egyik legradikálisabb átiratának is nevezik, hiszen nem csak Poirot karakterét hagyta ki a darabból, de a gyilkos személyét is megváltoztatta. A darabban a beteg Mrs. Boyton öngyilkosságot követ el, és úgy intézi, hogy a családtagjai egymást gyanúsítgassák gyilkossággal, ezáltal örökre az ő árnyékában élve, míg a regényváltozatban Lady Westholme a gyilkos. Lady Westholme a színdarabban pusztán egy szórakoztató célú, komikus karakter.